# Calthorpe (Norfolk)
Calthorpe est un village du Norfolk, en Angleterre.